# Höjdhopp för herrar i friidrott vid olympiska sommarspelen 2012

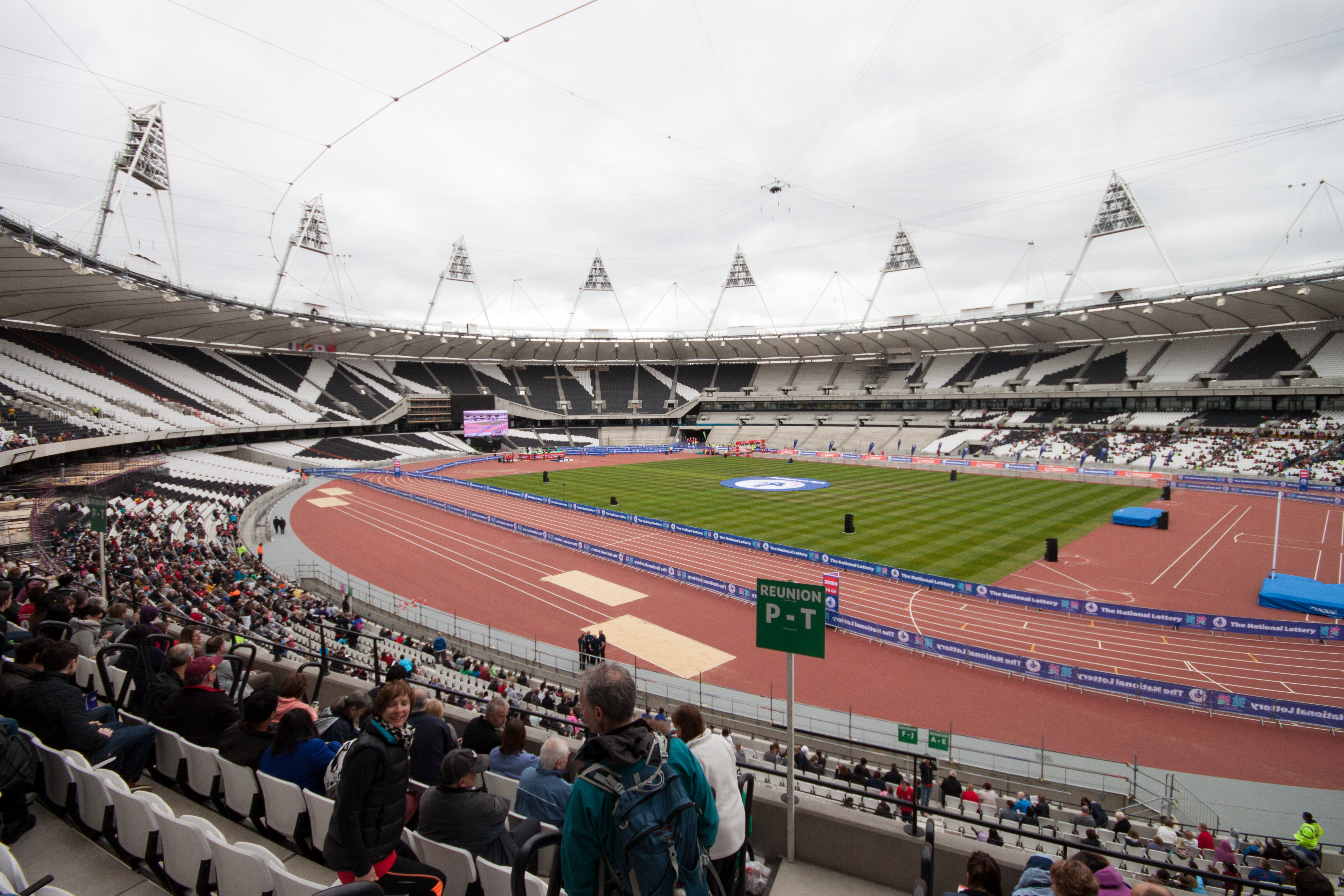
Londons Olympiastadion

Herrarnas höjdhopp vid olympiska sommarspelen 2012, i London i Storbritannien, avgjordes den 5-7 augusti. Först hölls ett kval, och de som klarade kvalgränsen alternativt placerade sig tillräckligt bra fick tävla även i finalen.
Ivan Uchov vann från börjat guldet men testade positivt för dopning i efterhand och blev fråntagen sin medalj.

## Resultat

### Kval
| Placering | Grupp | Namn                 | Nationalitet   | 2.16 | 2.21 | 2.26 | 2.29 | Resultat | Noteringar |
| --------- | ----- | -------------------- | -------------- | ---- | ---- | ---- | ---- | -------- | ---------- |
| 1         | B     | Robert Grabarz       | Storbritannien | –    | o    | o    | o    | 2,29     | q          |
| 2         | B     | Ivan Uchov           | Ryssland       | o    | o    | xo   | o    | 2.29     | q, DPG     |
| 3         | A     | Erik Kynard, Jr.     | USA            | o    | o    | o    | xo   | 2,29     | q          |
| 3         | B     | Jesse Williams       | USA            | o    | o    | o    | xo   | 2,29     | q          |
| 5         | B     | Andrij Protsenko     | Ukraina        | o    | xo   | xo   | xo   | 2,29     | q          |
| 6         | A     | Derek Drouin         | Kanada         | o    | xxo  | xo   | xxo  | 2,29     | q          |
| 7         | B     | Jamie Nieto          | USA            | o    | o    | o    | xxx  | 2,26     | q          |
| 8         | A     | Mutaz Essa Barshim   | Qatar          | o    | o    | xo   | xx-  | 2,26     | q          |
| 8         | A     | Bohdan Bondarenko    | Ukraina        | o    | o    | xo   | xx-  | 2,26     | q          |
| 8         | A     | Mickaël Hanany       | Frankrike      | o    | o    | xo   | xxx  | 2,26     | q          |
| 8         | A     | Andrej Silnov        | Ryssland       | o    | o    | xo   | xxx  | 2,26     | q          |
| 12        | A     | Kyriakos Ioannou     | Cypern         | o    | o    | xxo  | xxx  | 2.26     | q          |
| 12        | B     | Michael Mason        | Kanada         | o    | o    | xxo  | xxx  | 2,26     | q          |
| 12        | B     | Wanner Miller        | Colombia       | o    | o    | xxo  | xxx  | 2,26     | q          |
| 15        | A     | Aleksandr Sjustov    | Ryssland       | o    | xo   | xxo  | xxx  | 2.26     |            |
| 16        | B     | Trevor Barry         | Bahamas        | o    | o    | xxx  |      | 2.21     |            |
| 16        | B     | Guilherme Cobbo      | Brasilien      | o    | o    | xxx  |      | 2.21     |            |
| 16        | A     | Dmytro Demjanjuk     | Ukraina        | o    | o    | xxx  |      | 2.21     |            |
| 16        | A     | Osku Torro           | Finland        | o    | o    | xxx  |      | 2.21     |            |
| 20        | B     | Víctor Moya          | Kuba           | xo   | o    | xx-  | x    | 2.21     |            |
| 21        | B     | Jaroslav Bába        | Tjeckien       | o    | xo   | xxx  |      | 2.21     |            |
| 21        | B     | Diego Ferrín         | Ecuador        | o    | xo   | xxx  |      | 2.21     |            |
| 21        | B     | Gianmarco Tamberi    | Italien        | o    | xo   | xxx  |      | 2.21     |            |
| 21        | A     | Zhang Guowei         | Kina           | o    | xo   | xxx  |      | 2.21     |            |
| 25        | A     | Konstadínos Baniótis | Grekland       | o    | xxo  | xxx  |      | 2.21     |            |
| 25        | B     | Rožle Prezelj        | Slovenien      | o    | xxo  | xxx  |      | 2.21     |            |
| 27        | B     | Raivydas Stanys      | Litauen        | o    | xxx  |      |      | 2.16     |            |
| 28        | A     | Majed Aldin Ghazal   | Syrien         | xo   | xxx  |      |      | 2.16     |            |
| 28        | B     | Viktor Ninov         | Bulgarien      | xo   | xxx  |      |      | 2.16     |            |
| 30        | A     | Michal Kabelka       | Slovakien      | xxo  | xxx  |      |      | 2.16     |            |
| 30        | A     | Hup Wei Lee          | Malaysia       | xxo  | xxx  |      |      | 2.16     |            |
| 30        | A     | Donald Thomas        | Bahamas        | xxo  | –    | xxx  |      | 2.16     |            |
| i.u.      | A     | Andrei Tjurjla       | Belarus        | xxx  |      |      |      | NM       |            |
| i.u.      | A     | Darvin Edwards       | Saint Lucia    | xxx  |      |      |      | NM       |            |
| i.u.      | B     | Dragutin Topic       | Serbien        | xxx  |      |      |      | NM       |            |

### Final
| Placering | Namn               | Nationalitet   | 2,20 | 2,25 | 2,29 | 2,33 | 2,36 | 2,38 | 2,40 | Resultat | Noteringar |
| --------- | ------------------ | -------------- | ---- | ---- | ---- | ---- | ---- | ---- | ---- | -------- | ---------- |
| 1         | Erik Kynard, Jr.   | USA            | o    | xo   | o    | o    | x-   | x-   | x    | 2,33     |            |
| 2         | Derek Drouin       | Kanada         | o    | o    | o    | xxx  |      |      |      | 2,29     |            |
| 2         | Robert Grabarz     | Storbritannien | —    | o    | o    | xxx  |      |      |      | 2,29     |            |
| 2         | Mutaz Essa Barshim | Qatar          | o    | o    | o    | xxx  |      |      |      | 2,29     |            |
| 6         | Jamie Nieto        | USA            | o    | o    | xo   | xx-  | x    |      |      | 2,29     |            |
| 7         | Bohdan Bondarenko  | Ukraina        | xo   | o    | xo   | xxx  |      |      |      | 2,29     |            |
| 8         | Michael Mason      | Kanada         | o    | o    | xxo  | xxx  |      |      |      | 2,29     |            |
| 9         | Wanner Miller      | Colombia       | o    | o    | xxx  |      |      |      |      | 2,25     |            |
| 9         | Jesse Williams     | USA            | o    | o    | xxx  |      |      |      |      | 2,25     |            |
| 9         | Andrij Protsenko   | Ukraina        | o    | o    | xxx  |      |      |      |      | 2,25     |            |
| 12        | Andrej Silnov      | Ryssland       | o    | xo   | xxx  |      |      |      |      | 2,25     |            |
| 13        | Kyriakos Ioannou   | Cypern         | o    | xxx  |      |      |      |      |      | 2,20     |            |
| 14        | Mickaël Hanany     | Frankrike      | xo   | xxx  |      |      |      |      |      | 2,20     |            |
| 1         | Ivan Uchov         | Ryssland       | o    | o    | xo   | o    | o    | o    | x    | 2.38     | DPG        |